# بانک مرکزی
بانک مرکزی مهم‌ترین مؤسسه مالی و هدایت‌کننده اصلی سیستم پولی کشورهاست. بانک مرکزی نهادی است که مسئولیت کنترل سیستم پولی هر کشور را به عهده‌دار است. معمولاً برای تعریف این نهاد از مسئولیت های آن کمک گرفته می‌شود. بانک مرکزی به بانکی که مسئولیت های بانک‌های تجاری را تعیین می‌کند و نماینده مالی دولت است، شهرت دارد.  بانک مرکزی یک بانک تجاری نیست و نرخ بهره، میزان پول در گردش، تورم و حتی بیکاری و توزیع درآمد را می‌تواند متأثر کند. این بانک در برخی از کشورها (مثلاً ایران) به عنوان بازوی پولی دولت عمل می‌کند، ولی در شماری دیگر از کشورها این بانک مستقل از دولت و سیاست‌های دوره‌ای آن‌ها به اهداف کلان خود می‌پردازد. درجه استقلال بانک‌های مرکزی نیز از کشوری به کشور دیگر متفاوت است.

## وظایف بانک مرکزی
وظایف بانک مرکزی با بانک‌های تجاری متفاوت است. این بانک به دنبال تأمین منافع گروهی خاص از افراد تعیین نمی‌شود و در آن انگیزه‌های منفعت‌طلبانه وجود ندارد. از طرف دیگر، بانک مرکزی بانکدار دولت است و بر فعالیت‌های آن اثر می‌گذارد. این بانک صرفاً از طریق بانک‌های تجاری با مردم ارتباط برقرار می‌کند و از هیچ فردی سپرده‌ دریافت نمی‌کند.
وظایف کلی بانک مرکزی عبارت هستند از: 
- بانک ناشر اسکناس
- بانکدار و مشاور مالی دولت
- متولی ذخایر خارجی
- آخرین مرجع وام (آخرین قرض‌دهنده)
- اتاق پایاپای برای تسویه و پرداخت چک‌ها که به عهده سایر بانک‌ها است
- کنترل کننده اعتبارات و حجم نقدینگی[۱]

## جستارهای وابسته

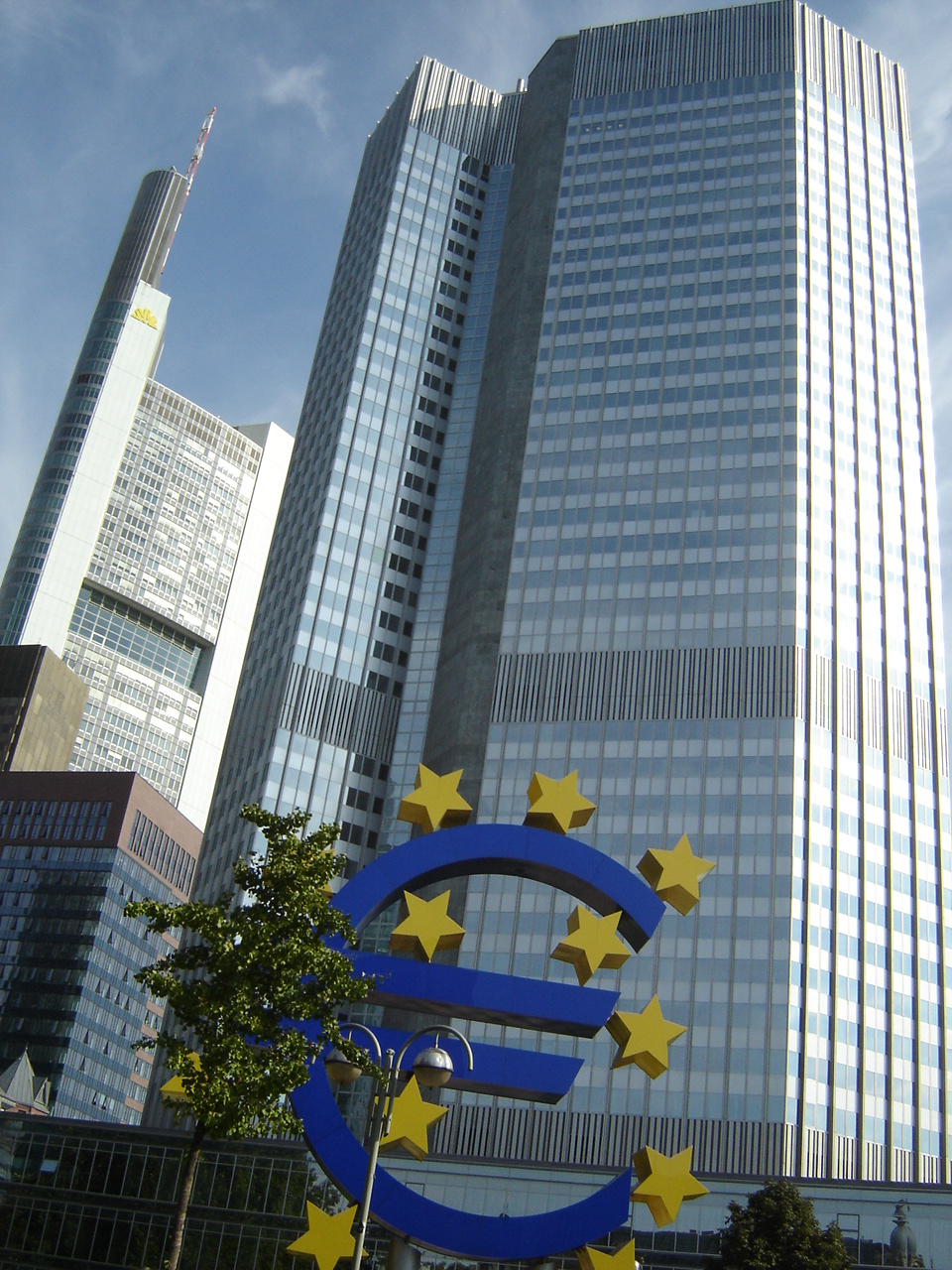
ساختمان بانک مرکزی اروپا در فرانکفورت.